# Schutterzell
Schutterzell ist ein Ortsteil von Neuried. Zu Schutterzell gehören das Dorf Schutterzell und das Gehöft Schutterzeller Mühle.

## Geographie

### Geographische Lage
Schutterzell liegt in der Oberrheinischen Tiefebene nahe dem Rhein und damit der deutsch-französischen Grenze, genau in der Mitte zwischen Kehl und Lahr, nur wenige Kilometer südlich von Straßburg, wenige Kilometer von Offenburg entfernt. Die Gemarkung Schutterzell ist 4,07 Quadratkilometer groß.

### Nachbargemeinden
Die Gemarkung Schutterzell grenzt im Norden an Ichenheim, im Nordosten kurz an Niederschopfheim, im Osten an Oberschopfheim, im Süden an Schuttern und im Osten an Kürzell.

## Geschichte
Erstmals urkundlich erwähnt wurde Schutterzell 1139. 1513 wurde erstmals eine Kirche im Ort erwähnt. Den heutigen Namen trägt das Dorf erst seit dem Jahr 1524. Seit 1804 gibt es eine Simultankirche. Seit Mitte des 19. Jahrhunderts hat Schutterzell keinen eigenen Wald mehr. Am 1. Januar 1972 wurde Schutterzell nach Ichenheim eingemeindet. Ichenheim wurde am 1. Januar 1973 mit Dundenheim, Altenheim und Müllen zur Gemeinde Neuried zusammengeführt und Schutterzell wurde ein Ortsteil der neuen Gemeinde.

### Demographie
Einwohnerzahlen nach dem jeweiligen Gebietsstand.
| Jahr | Einwohnerzahl |
| ---- | ------------- |
| 1805 | 317           |
| 1961 | 565           |
| 1970 | 573           |

## Politik
Schuttertal bildet im Sinne der baden-württembergischen Gemeindeordnung eine Ortschaft eigenem Ortschaftsrat und Ortsvorsteher als dessen Vorsitzender.

### Wappen
Das Wappen von Schutterzell führt im silbernen Schild eine schwarze Schleife. Die Bedeutung dieser Schleife ist trotz vielseitiger Forschungen unbekannt. Da der Ort in früherer Zeit Blenzenzell geheißen hat und von einem Mönch Blenzen betreut worden sein soll, könnte die Wappenform – eine seltsam geschlungene Schleife – die Kuttenschleife des Mönches Blenzen gewesen sein.

## Kultur und Sehenswürdigkeiten

### Religionen
Seit der Dekanatsreform am 1. Januar 2008 gehört Schutterzell mit der Michaelskirche zum Dekanat Offenburg-Kinzigtal und gehört zudem zur Seelsorgeeinheit Schutterwald-Hohberg-Neuried.

### Bauwerke
- Michaelskirche und ehemaliges RathausMichaelskirche

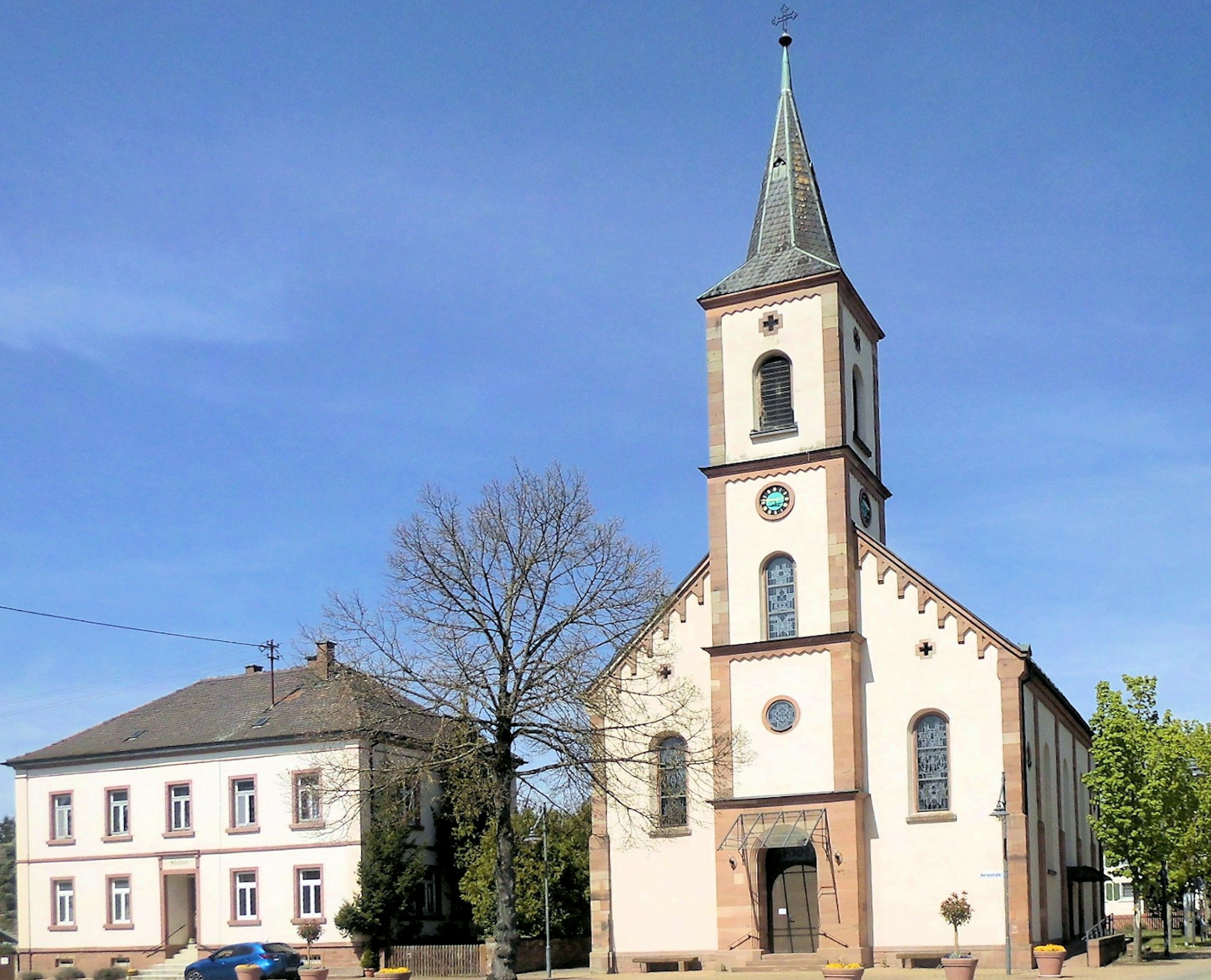
Michaelskirche und ehemaliges Rathaus

In Schutterzell steht eine der seltenen Simultankirchen, die sowohl für den katholischen als auch den evangelischen Gottesdienst genutzt werden. Es eines der beiden derart von zwei Konfessionen genutzte Kirchengebäude in Baden (siehe Stiftskirche St. Juliana (Mosbach)) und wurde schon als solches gemeinsam geplant. Auch diese 1862 fertiggestellte Kirche ist den „Weinbrenner-Stil“ verpflichtet.

## Wirtschaft und Infrastruktur

### Bildung
In Schutterzell gibt es einen katholischen Kindergarten.

### Verkehr
Über die Gemarkung von Schutterzell führt die Bundesautobahn 5. Die nächste Auffahrt ist in Lahr.